# Зиник, Зиновий Ефимович
Зиновий Зиник (Зиновий Ефимович Глузберг; 16 июня 1945, Москва) — русский и британский писатель, литературный критик, театральный режиссёр, педагог, живописец.

## Биография
Родился и вырос в Москве. Занимался живописью в художественной школе Краснопресненского района города Москвы, позже изучал геометрическую топологию в МГУ и театральную критику на курсах при московском журнале «Театр». В юности сблизился с художником-концептуалистом Александром Меламидом (одним из будущих основателей движения Соц-Арт) и стал писать прозу под влиянием старших друзей – Александра Асаркана, театрального критика, автора самодельных открыток-коллажей; и прозаика Павла Улитина, создателя «абстрактной прозы» из коллажей и монтажа разговоров с друзьями. Кроме нескольких эссе о театре, Зиник в России не публиковался.
В 1975 году эмигрировал из Советского Союза с потерей советского гражданства. Год провёл в Израиле как режиссёр театра-студии для русскоязычных студентов при Иерусалимском университете. В 1976 году по приглашению радиостанции Би-Би-Си переселился в  Великобританию. Долгие годы сотрудничал с Русской службой Би-Би-Си как внештатный радио критик, редактор и ведущий. Вёл авторскую литературную передачу.
Зиник получил британское гражданство в 1988 году. Постоянно живёт и работает в Лондоне.
Зиник – автор восемнадцати опубликованных книг прозы, переведённой на ряд европейских языков.
Он был одним из первых прозаиков своего поколения, кто стал описывать жизнь эмигрантов из России на Западе. Двойственность эмигрантского существования на перекрестках культур, отчужденность и неуловимость прошлого, ускользающего из памяти, стало не только лейтмотивом прозы Зиника, но и его литературным кредо.
Одно из его первых эссе о литературе и дилеммах эмиграции носит название «Эмиграция как литературный приём». Он начал публиковать свою прозу в эмигрантских журналах «Синтаксис» и «Время и мы». Однако первые романы Зиника – 
«Перемещённое лицо» (1977),
«Ниша в Пантеоне» (1979) и
«Русская служба» (1983) – впервые вышли в свет в переводе на французский и лишь затем в эмигрантских изданиях.
Роман «Ниша в Пантеоне» был опубликован в переводе на иврит. Роман «Русская служба» (1983) был переработан для английского Radio-3 BBC. Наиболее известный из романов Зиника «Руссофобка и фунгофил» (The Mushroom Picker– в переводе на английский) экранизирован британским телевидением в 1993 году. По-русски роман прозвучал на волнах русской службы Би-Би-Си в 1987 году.
Романы «Лорд и егерь» (1991) и «Встреча с оригиналом» (1997) выдвигались в 90-е годы на соискание премии Русского Букера.
Короткие истории и эссе, опубликованные в российской периодике и в английских журналах, вошли в сборник Зиника «У себя за границей» (2007) и в сборник коротких историй «Письма с третьего берега».
Мотивам связи Иерусалима и Москвы в эмиграции посвящён сборник его иерусалимской прозы – два романа и три эссе – «Третий Иерусалим» (2013). Из недавних книг Зиника на русском языке следует упомянуть «Ящик оргона» (2017) — пародийный роман, написанный на англизированном русском, языке соцсетей; и книга «Ермолка под тюрбаном» (2018) о путешествиях Зиника по Турции — по следам самозваного еврейского мессии Шабтая Цви, перешедшего в ислам в 1666 году. Эта книга вошла в короткий список премии «Новая Словесность» 2018 года.
С середины 1980-х Зиник пишет эссе и прозу на английском языке. Его опера-буфф "Here Comes the Tiger" {«Вот Пришёл Тигр»} вошла в программу музыкального фестиваля Лондонского Сити 1999 года.
Книга английских новелл "Mind The Doors" (2002) {«Осторожно, двери закрываются»} посвящена персонажам лондонского Сохо. Драматическое повествование "My Father’s Leg" {«Нога моего отца»} было создано по заказу английского радио Би-Би-Си (2005) и позже опубликовано в виде повести на русском языке в журнале «Урал».
Документальная книга Зиновия Зиника «History Thieves» (2011) {«Похитители истории»} посвящена встрече с предками его семьи в Берлине и о фальсификации собственного происхождения. 
Роман Зиника на английском языке «Sounds Familiar or The Beast of Artek» {«Знакомый звук, или Монстр из „Артека“»} – пародийно-готический роман о манипуляциях с монстрами и страхами нашего детства.
Зиновий Зиник читал лекции и преподавал литературу в таких университетах мира, как University of Jerusalem (Израиль); Wesleyan University CT (США); University of Denver (США); Columbia University N.Y. (США).
Зиник регулярно сотрудничает на английском языке с лондонским еженедельником The Times Literary Supplement и радиостанцией Би-Би-Си.
С 1983 до 2011 года был «внештатным» редактором и ведущим радиообозрения «Уэст Энд» на волнах Русской службы Би-Би-Си и до 2018 года — британским редактором нью-йоркского сатирического журнала «Artenol».

## Творчество
Автор восьми романов, переведённых на ряд европейских языков. Наиболее известный из них, «Руссофобка и фунгофил» (в английском переводе «The Mushroom Picker»), был экранизирован британским телевидением в 1993. Сборник рассказов на английском языке «One Way Ticket: Stories» был опубликован в США в 1996 году.

В своих романах 3иник в различных вариациях, всегда психологически глубоко раскрывает тему третьей эмиграции. При этом он сопоставляет жизнь в Москве с жизнью в Израиле или Англии… во многих деталях даёт яркое описание действительности Москвы начала 70-х г., но внешние события уходят у него на второй план по сравнению с внутренними переживаниями. Он часто использует способ выражения различных точек зрения через введение подставных рассказчиков или включение вымышленных писем, и т. о. внешние события обретают психологическую глубину.
— Вольфганг Казак

## Сочинения
Повести и романы
- Извещение. «Время и мы» № 8, Тель-Авив, 1976; ж. «Урал» № 5, Екатеринбург, 2003; в английском: One-Way Ticket, London, Harbord Publishing, 1994; Mind the Doors,  New York, Context Books,2001
- Перемещённое лицо. «Время и мы», № 22—23 , Тель-Авив, 1977. Отд. изд. — NewYork, издательство «Руссика», 1985. Une person Deplacee- Albin Michel, Paris, 1981.
- Ниша в Пантеоне. «Время и мы»  № 63, Тель-Авив, 1981. Отд. изд. — Paris, Syntaxis, 1985. Une Niche du Pantheon — Albin Michel, Paris, 1986
- Уклонение от повинности.  «Время и мы» № 69, Тель-Авив, 1982
- Русская служба. Syntaxis, Paris,1983;  ServiceRusse — Albin. Michel, Paris, 1984; издательство Слово, Москва, 1993.
- Руссофобка и фунгофил. London, издательство «Русская рулетка», 1986. M., Русслит, 1991. The Mushroom Picker  Heinemann, London,1987.
- Лорд и егерь. М., издательство «Слово»,1991. The Lord and the Gamekeeper — Heinemann, London, 1991
- Встреча с оригиналом (Двойной роман). М., издательство «Гендальф», 1998
- Нога моего отца. Журнал «Урал», № 7, Екатеринбург, 2005 (based on the original broadcast in English by Radio 3 BBC, London, 2005).
- Письма с третьего берега. М., издательство «Русский Гулливер», 2008
- History Thieves. Seagull Books, London, 2011
- Sounds Familiar or the Beast of Artek. Divus, London, 2016
- Ящик оргона. издательство «Кабинетный учёный», Екатеринбург-Москва, 2017
- Ермолка под тюрбаном. ЭКСМО, Москва, 2018

Сборники
- Русская служба и другие истории. М., издательство «Слово», 1993 (1-е изд.: 1983).
- One-Way Ticket — New York, New Directions, 1995.
- Mind the Doors — New York, Context Books, 2001.
- У себя за границей. М., издательство «Три квадрата», 2007.
- Эмиграция как литературный приём. М., издательство НЛО, 2011.
- Третий Иерусалим. М. издательство  НЛО, 2013.
- Нога моего отца и другие реликвии – издательство «Кабинетный учёный», Екатеринбург-Москва (в печати).
- Нет причины для тревоги – рассказы (в переводе на чешский), Divus, Prague (в печати).